# Inguma
Inguma (o Mauma, com es diu a Baigorri) era el déu dels somnis de la mitologia i religió basca. Era considerat com una força malèvola que entrava a les cases de nit i afectava els residents amb malsons. També matava gent mentre dormia.

## En la cultura popular
Inguma s'esmenta a "Ofrenda a la tormenta" (Ofrena a la tempesta), la tercera part de la trilogia Baztán de Dolores Redondo.